# 3e étape du Tour de France 1919
Pour un article plus général, voir Tour de France 1919.
La 3e étape du Tour de France 1919 s'est déroulée le jeudi 3 juillet.
Les coureurs relient Cherbourg, dans la Manche, à Brest, dans le Finistère, au terme d'un parcours de 405 kilomètres.
Le Français Francis Pélissier gagne l'étape devant son frère Henri, leader du classement général.

## Parcours
Vingt-sept coureurs, sur les soixante-sept engagés au départ du Tour, prennent le départ de la troisième étape à Cherbourg. Le parcours, vallonné et long de 405 km traverse ensuite les villes de Coutances, Avranches, Dinan, Lamballe, Saint-Brieuc, Guingamp, Belle-Isle-en-Terre, Morlaix et Landerneau avant l'arrivée à Brest.

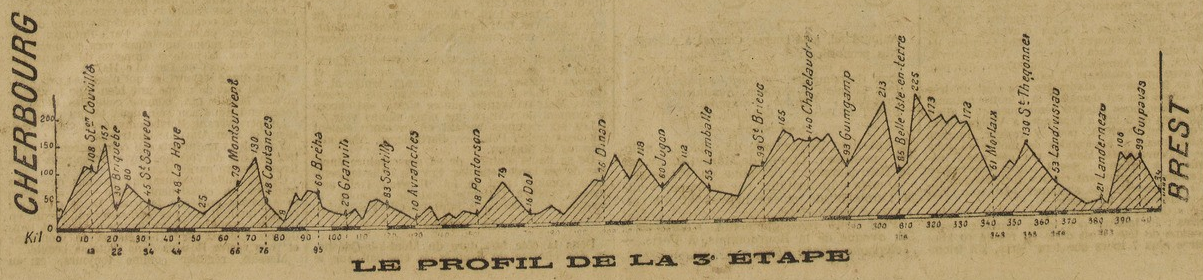
Le profil de la 3e étape paru dans L'Auto le mercredi 2 juillet 1919.

## Déroulement de la course
Dans une forme éclatante depuis le début de l'épreuve, les frères Pélissier confirment leur domination. Deuxième lors de l'étape précédente, Francis s'impose cette fois devant Henri. Le groupe des favoris termine à plus de trois minutes. Avec une avance de plus de 23 minutes sur Eugène Christophe, son plus proche poursuivant au classement général, Henri Pélissier apparaît comme le grand favori de ce Tour.

## Classements

### Classement de l'étape
Vingt-cinq coureurs sont classés.
| \| Classement de l'étape \| Classement de l'étape \| Classement de l'étape \| Classement de l'étape \| Classement de l'étape \| \| Coureur \| Coureur \| Pays \| Équipe \| Temps \| \| --------------------- \| --------------------- \| --------------------- \| --------------------- \| --------------------- \| \| 1er \| Francis Pélissier \| France \| La Sportive \| 15 h 30 min 05 s \| \| 2e \| Henri Pélissier \| France \| La Sportive \| + 0 s \| \| 3e \| Jean Alavoine \| France \| Peugeot-Wolber \| + 3 min 19 s \| \| 4e \| Félix Goethals \| France \| \| + 3 min 19 s \| \| 5e \| Jules Masselis \| Belgique \| \| + 3 min 19 s \| \| 6e \| Émile Masson senior \| Belgique \| La Sportive \| + 3 min 19 s \| \| 7e \| Eugène Christophe \| France \| \| + 3 min 19 s \| \| 8e \| Alfred Steux \| Belgique \| La Sportive \| + 3 min 19 s \| \| 9e \| Louis Mottiat \| Belgique \| \| + 3 min 19 s \| \| 10e \| Honoré Barthélémy \| France \| La Sportive \| + 3 min 19 s \| |                     |          |                |                  |
| |                     |          |                |                  |
| Source : « », sur gallica.bnf.fr. |                     |          |                |                  |
| Classement de l'étape |                     |          |                |                  |
| Coureur | Coureur             | Pays     | Équipe         | Temps            |
| 1er | Francis Pélissier   | France   | La Sportive    | 15 h 30 min 05 s |
| 2e | Henri Pélissier     | France   | La Sportive    | + 0 s            |
| 3e | Jean Alavoine       | France   | Peugeot-Wolber | + 3 min 19 s     |
| 4e | Félix Goethals      | France   |                | + 3 min 19 s     |
| 5e | Jules Masselis      | Belgique |                | + 3 min 19 s     |
| 6e | Émile Masson senior | Belgique | La Sportive    | + 3 min 19 s     |
| 7e | Eugène Christophe   | France   |                | + 3 min 19 s     |
| 8e | Alfred Steux        | Belgique | La Sportive    | + 3 min 19 s     |
| 9e | Louis Mottiat       | Belgique |                | + 3 min 19 s     |
| 10e | Honoré Barthélémy   | France   | La Sportive    | + 3 min 19 s     |

### Classement général
| \| Classement général \| Classement général \| Classement général \| Classement général \| Classement général \| \| Coureur \| Coureur \| Pays \| Équipe \| Temps \| \| ------------------ \| ------------------- \| ------------------ \| ------------------ \| ------------------ \| \| 1er \| Henri Pélissier \| France \| La Sportive \| 47 h 18 min 31 s \| \| 2e \| Eugène Christophe \| France \| \| + 23 min 10 s \| \| 3e \| Émile Masson senior \| Belgique \| La Sportive \| + 39 min 01 s \| \| 4e \| Firmin Lambot \| Belgique \| La Sportive \| + 59 min 54 s \| \| 5e \| Jean Alavoine \| France \| Peugeot-Wolber \| + 1 h 15 min 23 s \| \| 6e \| Alfred Steux \| Belgique \| La Sportive \| + \| \| 7e \| Honoré Barthélémy \| France \| La Sportive \| + \| \| 8e \| Félix Goethals \| France \| \| + \| \| 9e \| Jules Masselis \| Belgique \| \| + \| \| 10e \| Léon Scieur \| Belgique \| La Sportive \| + \| |                     |          |                |                   |
| |                     |          |                |                   |
| Source : « », sur gallica.bnf.fr. |                     |          |                |                   |
| Classement général |                     |          |                |                   |
| Coureur | Coureur             | Pays     | Équipe         | Temps             |
| 1er | Henri Pélissier     | France   | La Sportive    | 47 h 18 min 31 s  |
| 2e | Eugène Christophe   | France   |                | + 23 min 10 s     |
| 3e | Émile Masson senior | Belgique | La Sportive    | + 39 min 01 s     |
| 4e | Firmin Lambot       | Belgique | La Sportive    | + 59 min 54 s     |
| 5e | Jean Alavoine       | France   | Peugeot-Wolber | + 1 h 15 min 23 s |
| 6e | Alfred Steux        | Belgique | La Sportive    | +                 |
| 7e | Honoré Barthélémy   | France   | La Sportive    | +                 |
| 8e | Félix Goethals      | France   |                | +                 |
| 9e | Jules Masselis      | Belgique |                | +                 |
| 10e | Léon Scieur         | Belgique | La Sportive    | +                 |